# Stor-Luvtjärnen
Stor-Luvtjärnen är en sjö i Skellefteå kommun i Västerbotten och ingår i Rickleåns huvudavrinningsområde.